# Byrrhus pilula
Byrrhus pilula là một loài bọ cánh cứng trong họ Byrrhidae. Loài này được Linnaeus miêu tả khoa học năm 1758.

## Hình ảnh

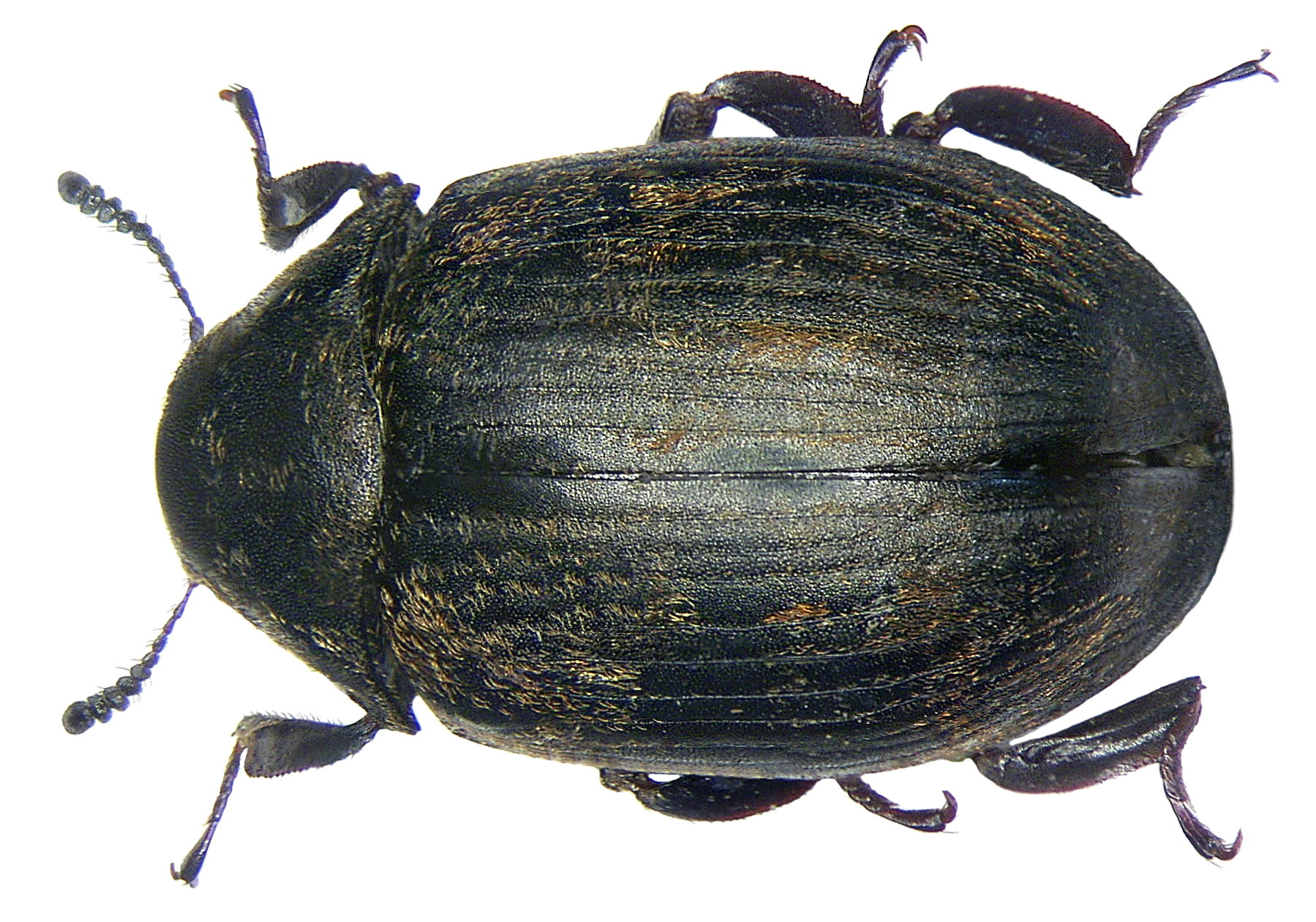
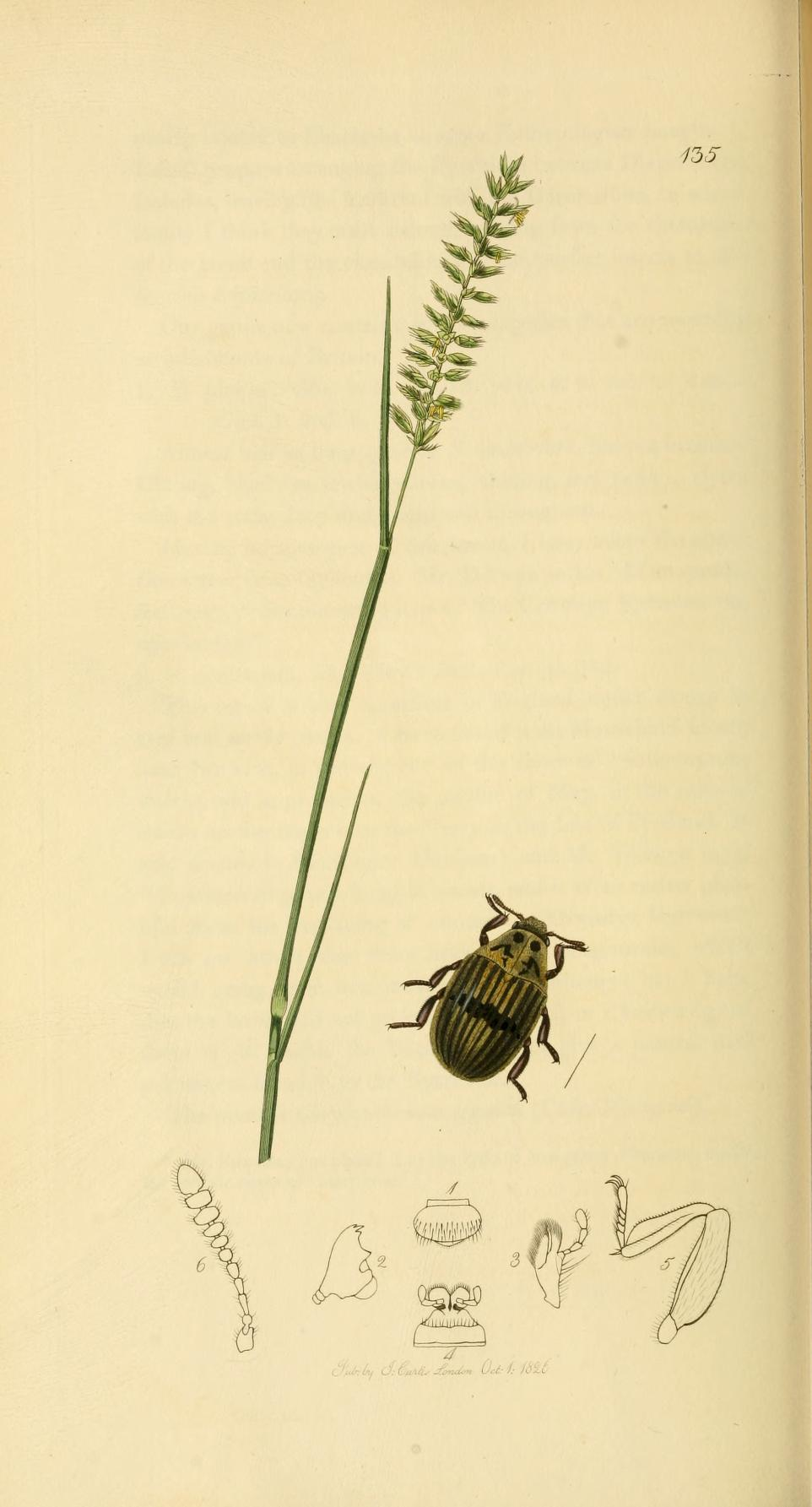
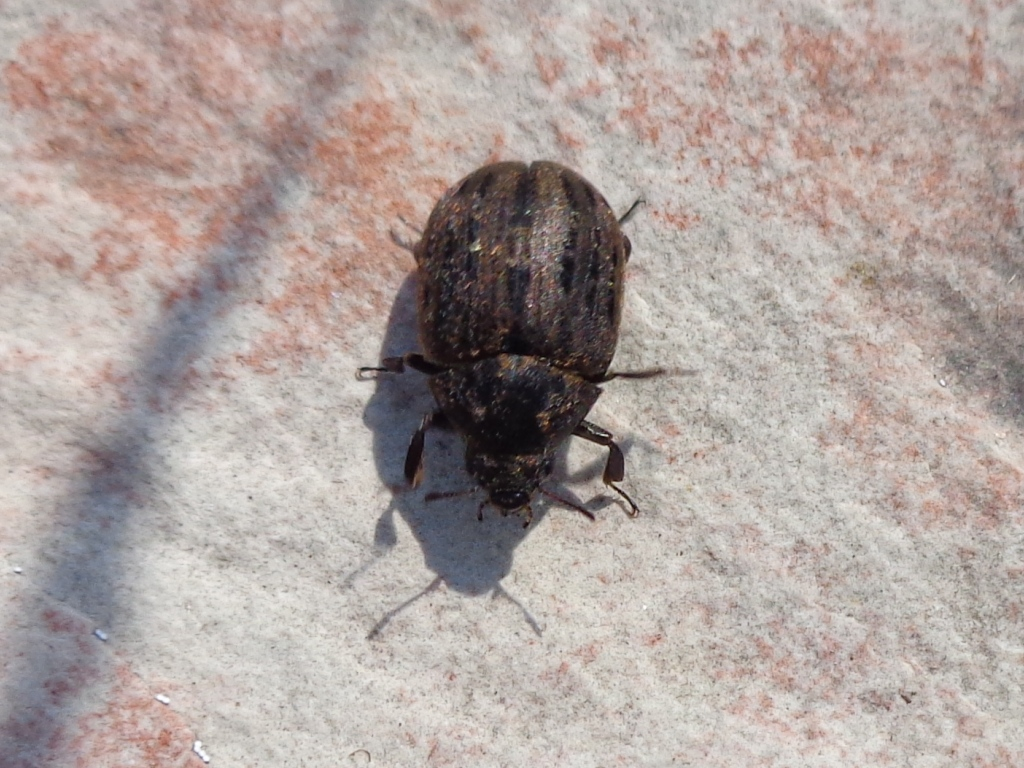
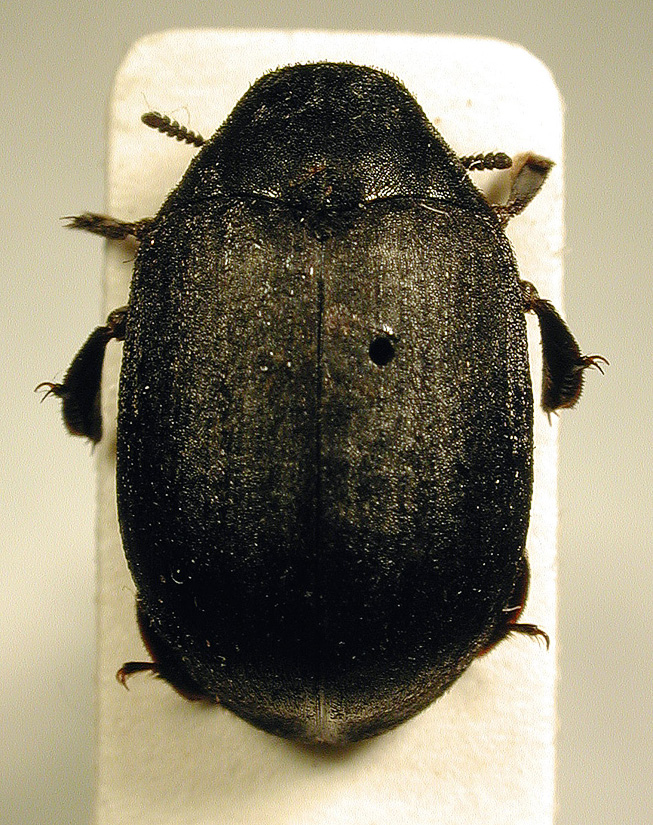